# Saint-Jean-en-Grève
Saint-Jean-en-Grève var en kyrkobyggnad i Paris, helgad åt aposteln Johannes. Den var belägen nära Hôtel de ville i 4:e arrondissementet. Kyrkan, som hade anor från 1000-talet, blev församlingskyrka år 1212. En ombyggnad ägde rum 1326 och en restaurering 1724. Kyrkan Saint-Jean-en-Grève revs år 1800.